# Małaja Szylna
Nałaja Szylna (ros. Малая Шильна) – wieś (dieriewnia) w Rosji, w Tatarstanie, w rejonie tukajewskim. W 2010 liczyła 995 mieszkańców.